# Coordinamento internazionale per il Decennio internazionale di promozione di una cultura della nonviolenza e della pace a profitto dei bambini del mondo
Il Coordinamento internazionale per il Decennio della cultura e della pace e della nonviolenza, presieduto da Christian Renoux, rappresentante della Coordination française pour la Décennie, è stato fondato, nel giugno 2003, da un certo numero di organizzazioni internazionali e coordinamenti nazionali di ONG: il 10 novembre 1998, l'Assemblea generale delle Nazioni Unite aveva infatti proclamato il primo decennio del ventunesimo secolo e del terzo millennio (gli anni dal 2001 al 2010) come decennio internazionale di promozione di una cultura della nonviolenza e della pace a profitto dei bambini del mondo.

## Obiettivi
Il Coordinamento internazionale per il Decennio ha un ruolo di coordinamento dell'azione dei suoi membri nel campo del Decennio dell'ONU per la cultura di pace e di nonviolenza, particolarmente nel campo dell'educazione alla pace e alla nonviolenza. Sta preparando una campagna internazionale per fare adottare all'UNESCO una dichiarazione internazionale sul diritto dei bambini del mondo a un'educazione senza violenza e a un'educazione alla pace e alla nonviolenza.

## Le associazioni membri del Coordinamento internazionale
Il Coordinamento internazionale per il Decennio è costituito dai coordinamenti nazionali, da associazioni internazionali e da membri osservatori.
- Coordinamenti nazionali (11):
  - Comitato italiano per il Decennio (Italia)
  - Coordination béninoise pour la Décennie (Benin)
  - Coordination canadienne pour la Décennie (Canada) membro osservatore
  - Coordination congolaise pour la Décennie (Repubblica Democratica del Congo) membro osservatore
  - Coordination française pour la Décennie (Francia)
  - Coordination marocaine pour la Décennie (Marocco)
  - Coordination togolaise pour la Décennie (Togo)
  - Kooperation für des Frienden (Germania) membro osservatore
  - Österreichisches Netzwerk für Frieden und Gewaltfreiheit (Austria)
  - Plateforme congolaise pour la Décennie (Repubblica del Congo)
  - Platform voor een Cultuur van Vrede en Geweldloosheid (Paesi Bassi)
- Associazioni internazionali (15):
  - Association Montessori Internationale;
  - Caritas internationalis;
  - Church and Peace;
  - Consiglio Ecumenico delle Chiese (CEC) membro osservatore
  - FIACAT (International Federation of ACAT, Action by Christians for the Abolition of Torture);
  - Franciscans International;
  - Friends World Committee for Consultation (Quaccheri);
  - Initiatives of Change International;
  - International Fellowship of Reconciliation / Movimento Internazionale di Riconciliazione (IFOR/MIR);
  - Pax Christi International;
  - Pax Romana / ICMICA;
  - Pontificio consiglio della giustizia e della pace membro osservatore
  - Réseau Foi, Culture et Education (Africa centrale);
  - Servicio Paz y Justicia en America Latina (SERPAJ) membro osservatore
  - Women's International League for Freedom and Peace (WILFP).

## Il comitato di patrocinio
- Tenzin Gyatso Dalai Lama, Premio Nobel per la pace;
- Mairead Maguire, Premio Nobel per la pace;
- Adolfo Pérez Esquivel, Premio Nobel per la pace;
- Józef Rotblat (†), Premio Nobel per la pace;
- Desmond Tutu, Premio Nobel per la pace;
- Elise Boulding, scrittrice;
- Anwarul K. Chowdhury, già Segretario generale aggiunto e Alto rappresentante dell'ONU
- Hildegard Goss-Mayr, Premio Niwano per la pace
- Samuel Kobia, Segretario generale del Consiglio Ecumenico delle Chiese
- Card. Renato Raffaele Martino, Presidente del Pontificio consiglio della giustizia e della pace
- Federico Mayor Zaragoza, presidente della Fundación Cultura de Paz
- La regina Noor di Giordania
- Prof. Andrea Riccardi, Premio Niwano per la Pace
- Marshall Rosenberg